# Концерт для фортепиано с оркестром № 2 (Мак-Доуэлл)
Концерт для фортепиано с оркестром № 2 ре минор, опус 23 ― произведение Эдуарда Мак-Доуэлла, завершенное композитором в конце 1885 года. Несмотря на некоторое очевидное сходство с концертами Эдварда Грига, Камиля Сен-Санса и Ференца Листа, сочинение Мак-Доуэлла считается критиками довольно оригинальным и самобытным. Пьеса посвящена Тересе Карреньо, которая была одним из первых учителей композитора.

## История
Вскоре после завершения создания Первого концерта композитор стал работать над Вторым концертом и закончил его в Висбадене в конце 1885 года. Концерт в течение нескольких лет оставался неисполненным ― только в 1888 году Мак-Доуэлл вернулся в Америку, и 5 марта 1889 года он представил свое новое сочинение в Чикеринг-холле (Нью-Йорк) с Нью-Йоркским филармоническим оркестром под управлением Теодора Томаса. В программу этого выступления также входила американская премьера Пятой симфонии Чайковского. В следующем 1890 году издательство Breitkopf & Härtel опубликовало партитуру концерта и его переложение для 2 фортепиано.
Первая запись этого концерта была осуществлена Хесусом Марией Санромой в 1934 году с Бостонским оркестром популярной музыки под управлением Артура Фидлера. Пианист Ван Клиберн выбрал Второй концерт Мак-Доуэлла для своего профессионального дебюта в возрасте восемнадцати лет.

## Структура
Концерт состоит из трех частей, которые написаны в сонатной форме. Главное отличие структуры концерта от классической состоит в том, что первая часть в основном имеет медленный темп, а вторая представляет собой быстрое оживленное скерцо (примерно такую же особенность имеет Второй концерт Сен-Санса). Основная тема первой части возвращается в финале произведения. Типичное исполнение концерта длится 25-28 минут, из них половину занимает первая часть.
1. Larghetto calmato — Poco più mosso, e con passione (ре минор)
2. Presto giocoso (си-бемоль мажор)
3. Largo — Molto allegro (ре мажор)

## Исполнительский состав
Произведение написано для фортепиано, 2 флейт, 2 гобоев, 2 кларнетов in B♭, 2 фаготов, 4 валторн in F, 2 труб in F, 3 тромбонов, литавр и струнных.

## Критика
Рецензент газеты Tribune Г. Э. Кребиль, присутствовавший на премьере концерта, утверждал, что он «должен быть поставлен во главе всех произведений такого рода, созданных гражданами Америки». Одним из самых заметных триумфов карьеры Мак-Доуэлла стало исполнение композитором своего концерта 14 декабря 1894 года под управлением Антона Зайдля: так, критик Генри Т. Финк назвал игру Мак-Доуэлла «тем великолепным видом виртуозности, который заставляет забыть о технике».